# Blutiger Schweiß
Blutiger Schweiß (Originaltitel: Poliziotti violenti) ist ein Kriminalfilm, den Michele Massimo Tarantini 1976 drehte. Der mit Henry Silva und Antonio Sabàto in den Hauptrollen besetzte Film kam im deutschen Sprachraum einige Zeit später, am 20. Mai 1982, erstmals in die Kinos. Alternativtitel sind Die Ratten von Milano und Ein Profi jagt die Killer.

## Handlung
Paolo Altieri, Major der Fallschirmjäger, wird durch Beförderung nach Rom versetzt, da er einige Korruptionsvorfälle zu energisch aufklären will. Nach einer Begegnung mit der hübschen Anna kann er eine Kindesentführung verhindern, stellt dabei aber fest, dass die von den Gangstern benutze Maschinenpistole aus den Beständen der Fallschirmjäger stammen muss. Mit Hilfe des radikalen Polizeikommissars Tosi kann Altieri, dessen Vorgesetzter mittlerweile wegen Gewaltanwendung gegen einen Offizier den Hut nehmen musste, mehreren Anschlägen entgehen – wobei allerdings Anna stirbt – und auf die Spur einer Verschwörung kommen. Der unverdächtige Rechtsanwalt Vieri vermittelte die Kontakte zu hohen Offizieren, um gemeinsam die Demokratie zu stürzen. Vieri wird von Altieri erschossen, der aber durch ein Versehen Tosis ebenfalls sterben muss.

## Rezeption
„Ein spannender und rüder Polizeifilm“, fasst Karsten Thurau zusammen und meint, der routinierte Handwerker Tarantini als Regisseur „kann sich auf die treibende Musik der De Angelis-Brüder, eine solide Kameraarbeit und die ordentlichen Darsteller verlassen“, wobei er vor allem Henry Silva lobt. Die einheimische Kritik lobte den Regisseur, der beweise, alle Techniken und Kniffe des italienischen Polizeifilm-Stils zu beherrschen; auch hier wird Silva, aber auch Antonio Sabàto besonders gewürdigt. Das Lexikon des internationalen Films dagegen kritisierte die Haltung des Werkes: „Ein Loblied auf den Einzelgänger, das unverhohlen mit Selbst- und Lynchjustiz liebäugelt und die brutalen Elemente der Story ungeniert ausbeutet.“